# Nufringen
Nufringen település Németországban, azon belül Baden-Württembergben. Lakosainak száma 5975 fő (2023. december 31.).

## Népesség
A település népessége az elmúlt években az alábbi módon változott:
| Lakosok száma | 2436 | 2785 | 3348 | 3814 | 4082 | 4359 | 4805 | 5294 | 5406 | 5975 |
|               | 1961 | 1967 | 1974 | 1980 | 1987 | 1993 | 2000 | 2006 | 2013 | 2023 |